# ОШ Ђура Јакшић Турековац
ОШ „Ђура Јакшић” у Турековцу, једна је од установа основног образовања на територији града Лесковца, која је почела са радом 1873. године.

## Историјат школе
Школа је отворена у конаку цркве који је саграђен у моравском стилу 1873. године у западном делу црквеног дворишта. У почетку се седело на земљи и писало у песку, а касније су обезбеђене столице троношке и таблице од камена. У ову школу су ишла и деца из Бошњаца јер је била једина у целом крају. 
Године 1908. отворена је школа у селу која је и данас у функцији уз неколико реновирања. За време Првог светског рата није радила, а Бугари су спалили сву школску документацију. Прва послератна генерација уписана је у школској 1919/1920. години. 
Године 1950. школа је постала осмогодишња и те године је уписала по одељење петог и шестог разреда. Због повећања броја ученика био је потребан већи простор те је 1956. године изграђена друга школска зграда са четири учионице, ходником и две канцеларије из средстава месног самодоприноса. Две године раније извршена је замена плацева са Рубејском фамилијом и Тричковићима те је добијено пространо школско двориште, али је имало излаз само на главни пут.
Седамдесетих година двадесетог века саграђене су радионице и пољски тоалети и асфалтиран је терен за мали фудбал и кошарку.
Школа је до 1964. године носила име ОШ "Турековац", затим ОШ "Моша Пијаде" до 6. марта 1993. године када је постала ОШ "Ђура Јакшић".
Године 1996. отворена је група за предшколско васпитање.

## Издвојена одељења
Године 1919. отворена је школа у Белановцу и смештена је најпре у згради који су Бугари 1917. године наменили за општину. Но, како је постала тесна за све ученике, Белановчани су је преместили у зграду Душана Стефановића. Нови школски објекат званично је отворен 9. октобра 1977. године.
Неколико година након оснивања белановачког издвојеног одељења основано је једно и у Карађорђевцу, а ангажовањем мештана школска зграда је завршена 1931. године.
Издвојено одељење у Подримцу отворено је 1930. године, а школски објекат је завршен крајем 1934. године.
У Душанову је основано издвојено одељење 1938. године и захваљујући ентузијазму њеног учитеља школски објекат је завршен 1942. године.
Село Миланово добило је издвојено одељење 1944. године, а крајем 1946. оспособљен је школски објекат.
Школа у Горњем Синковцу отворена је за време Другог светског рата, школске 1944/1945. године.
Школа у Власу основана је 1944, али је почела са радом 1946. године. Школска зграда је завршена наредне године.
Године 1955. отворено је и издвојено одељење школе у Свирцу.